# Maputo
 Denne artikel omhandler byen Maputo. Opslagsordet har også en anden betydning, se Maputo (provins).
Maputo er hovedstad i Mozambique. Byen ligger i den sydligste del af landet, og byens økonomi er bygget op omkring en moderne havn, der ligger ud til Det Indiske Ocean. I 1997 blev indbyggertallet officielt sat til 966.837, men det rigtige tal er nok meget højere pga. slum og andet uofficielt byggeri[kilde mangler]. Kul, bomuld, sukker, krom og træ er hovedeksportvarer.
Byen ligger i Maputo provinsen på vestsiden af Maputo Bay ved udmundingen af Tembefloden.
Maputo hed Lourenço Marques før landets selvstændighed i 1976.
De skandinaviske lande har i mange år samarbejdet med Mozambique og har ambassader i Maputo. I Maputo findes desuden en skandinavisk børnehave, børnehaveklasse og grundskole[kilde mangler].

## Klima
| Vejr for Maputo, Mozambique                 | Vejr for Maputo, Mozambique | Vejr for Maputo, Mozambique | Vejr for Maputo, Mozambique | Vejr for Maputo, Mozambique | Vejr for Maputo, Mozambique | Vejr for Maputo, Mozambique | Vejr for Maputo, Mozambique | Vejr for Maputo, Mozambique | Vejr for Maputo, Mozambique | Vejr for Maputo, Mozambique | Vejr for Maputo, Mozambique | Vejr for Maputo, Mozambique | Vejr for Maputo, Mozambique |
|                                             | Jan                         | Feb                         | Mar                         | Apr                         | Maj                         | Jun                         | Jul                         | Aug                         | Sep                         | Okt                         | Nov                         | Dec                         | År                          |
| ------------------------------------------- | --------------------------- | --------------------------- | --------------------------- | --------------------------- | --------------------------- | --------------------------- | --------------------------- | --------------------------- | --------------------------- | --------------------------- | --------------------------- | --------------------------- | --------------------------- |
| Gennemsnitlig maks °C                       | 29,7                        | 29,7                        | 29,1                        | 28,1                        | 26,5                        | 24,6                        | 24,5                        | 25,4                        | 26,3                        | 27                          | 28                          | 29,2                        | 27,3                        |
| Gennemsnitlig min °C                        | 21,9                        | 21,9                        | 21,1                        | 19,3                        | 16,4                        | 14,1                        | 13,9                        | 15                          | 16,7                        | 18,4                        | 19,9                        | 21,1                        | 18,3                        |
| Gennemsnitlig nedbør mm                     | 141                         | 128                         | 93                          | 63                          | 27                          | 28                          | 16                          | 14                          | 35                          | 53                          | 82                          | 90                          | 770                         |
| Kilde (2016): Kilde: wetterkontor.de (tysk) |                             |                             |                             |                             |                             |                             |                             |                             |                             |                             |                             |                             |                             |